# سمنة الصخور بيضاءة الحنجرة
سمنة الصخور بيضاء الحنجرة (الاسم العلمي: Monticola gularis) هو نوع من فصيلة صائدة الذباب.